# 曷利沙跋摩一世

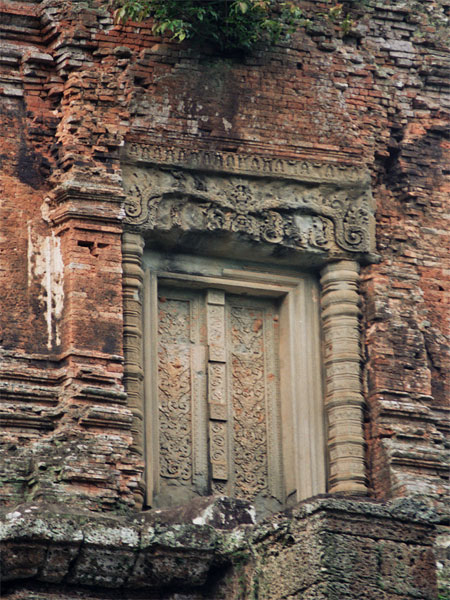
巴色占空寺(Baksei Chamkrong), 曷利沙跋摩所建

曷利沙跋摩一世（Harshavarman I，？—923年），柬埔寨吴哥王朝国王（910 -923年在位）。他在10世纪初建立了巴色占空寺(Baksei Chamkrong)。

## 家族
曷利沙跋摩是耶输跋摩一世之子，母亲是阇耶跋摩四世的妹妹。
他的孙子雅吉那瓦拉哈(Yajnavaraha)，是一个知识渊博的僧侣，罗贞陀罗跋摩二世 （Rajendravarman II）的国师。

## 生平
曷利沙跋摩和他的弟弟伊奢那跋摩二世时期，真腊国局势动荡，两兄弟与他们的舅舅阇耶跋摩四世进行了一场权力斗争，闍耶跋摩四世最终被赶出吴哥，在吴哥约100公里以外的地方另立政权。他的弟弟伊奢那跋摩二世接任国王。
他在巴肯山（Phnom Bakheng）脚下建立了巴色占空寺(Baksei Chamkrong)，用来供奉他的父母。